# 平壌地下鉄
平壌地下鉄（ピョンヤンちかてつ）および 平壌地下鉄道（朝: 평양지하철도 , 英: Pyongyang Metro）は、朝鮮民主主義人民共和国（北朝鮮）の平壌市にある地下鉄である。

## 概要
1968年に建設が始まり、1973年9月6日に朝鮮半島で最初の地下鉄路線である千里馬線と万景台線（後に千里馬線に統一）が開通した。その後、1975年9月9日に革新線が部分開業し、1978年9月9日の革新線全線開通以降、千里馬線と革新線の2路線を営業している。建設は朝鮮人民軍の兵士を多数動員した人海戦術で行われ、一部で囚人も動員したとされる。
運賃は均一運賃制で、2017年現在は1回5ウォン。シンボルマークは朝鮮語で地下鉄を意味する「지하철도」（チハチョルト、地下鉄道）の頭文字「지」（チ）を象ったものである。
中央日報によると、2013年時点では運営は北朝鮮の「内閣保安省」〔ママ〕（人民保安省の誤りか）内にある「第23局地下鉄道運営管理局」が担当しているとされる。局内は8つの管理所にて構成され、各管理所には「エスカレーター管理」「通信設備管理」「戦争設備管理」「路線および坑道管理」「切符販売・列車案内等」の5部隊が設けられているという。
当局者は、2019年時点での利用者数を平日1日当たり約40万人と説明している。

## 路線
総距離は約35km（千里馬線は約20km、革新線は約15km）。軌間は1435mm（標準軌）、第三軌条方式集電で直流825Vである。閉塞方式は自動閉塞式であり、列車集中制御装置（CTC）を採用している。
- ●千里馬線
  - 千里馬線（烽火駅 - 赤い星駅）
  - ●万景台線（復興駅 - 烽火駅）
- ●革新線（光復駅 - 楽園駅）

なお旅客営業を行っているこれらの路線のほかに、政府高官にしか開放されていない秘密路線があるとされる。

## 外国人による観光
観光当局は外国人観光客に対して、平壌地下鉄を乗車体験としてしか利用させていない。
1990年代までは外国人に公開されていなかった。1985年に映画『プルガサリ 伝説の大怪獣』で北朝鮮に渡った東宝の日本人スタッフが撮影後送迎バスに乗り遅れたため、現地スタッフに案内され開放前の地下鉄に乗車した。その現地スタッフは翌日から姿を見せなくなったという。
1990年代には赤い星駅で乗り降りした日本人観光客がいたが、一時は千里馬線の復興駅と栄光駅の間の1区間しか乗ることができなかった。その後、復興駅-凱旋駅まで乗車できるようになり、2015年秋に全線が外国人観光客に開放された。その後2019年8月からは、通常の平壌観光コースに追加料金（日本円で1万円前後）を支払うことで、平壌地下鉄の全線・全駅が利用可能になるオプションツアーが発売されている。ただし、一般的な北朝鮮旅行と同様にガイドが常に監視しており、撮影の対象物によっては消去を求められることもある。

## 車両
現在運行されている平壌地下鉄の車両は、千里馬線・革新線共通でベルリン地下鉄からの譲渡車両が、千里馬線には金鍾泰電気機関車連合企業所製の新型車両100型も使用されている。

### 現用車両
- D型（Dora）

1998年に2両編成108本（216両）を導入。制御方式は抵抗制御。冷房装置は搭載されていない。車両間の通路は非常用となっている。
ベルリン分断前に規格設計・製造され、旧西ベルリン交通局（BVG-West）が1957年から1965年にかけて発注し西側で使用されていた。
壁崩壊前の1980年代後半には路線延長のため車両が必要な旧東ベルリン交通局（BVB）に一部が譲渡されていたが、すぐに壁崩壊を迎え、再びベルリン市交通局（BVG）へと引き継がれたという経緯がある。
いずれの年次の車両も、新型車両への置き換えにより1990年代末にベルリンでの運行を終了し、引退した車両が平壌に譲渡されている。
現在、ベルリン市交通局では事業用車として2本を保有するのみとなっている。（同系の小型車AⅢ系はベルリンで健在である。）
平壌地下鉄では2両のユニットを2つ繋げた4両編成で運用される。塗装は黄色一色から白・赤・緑の3色に変更されているが、内装はベルリン地下鉄時代からほとんど変更されていない。
非常貫通路上部にベルリンでは液晶ディスプレイ、平壌では金日成・金正日親子の肖像が取り付けられた点と、広告の有無をもって区別することができる。運転台はドイツ語表記のままである。
優先席に当たる戦争老兵優先席と英雄・栄誉軍人優先席が一部車両に設けられている。
- 100型/1号形（千里馬線のみ）

金鍾泰電気機関車連合企業所で製造された。2016年1月1日より運行している。客用扉上部にLCD画面を装備し、停車駅案内や車内の温度、現在の速度などを表示できる。今後増備されるとみられていたが、北朝鮮国内の電力供給問題などの絡みもあり、2017年現在は1編成が限られた時間に運行するにとどまっているとされる。

### 過去の車両

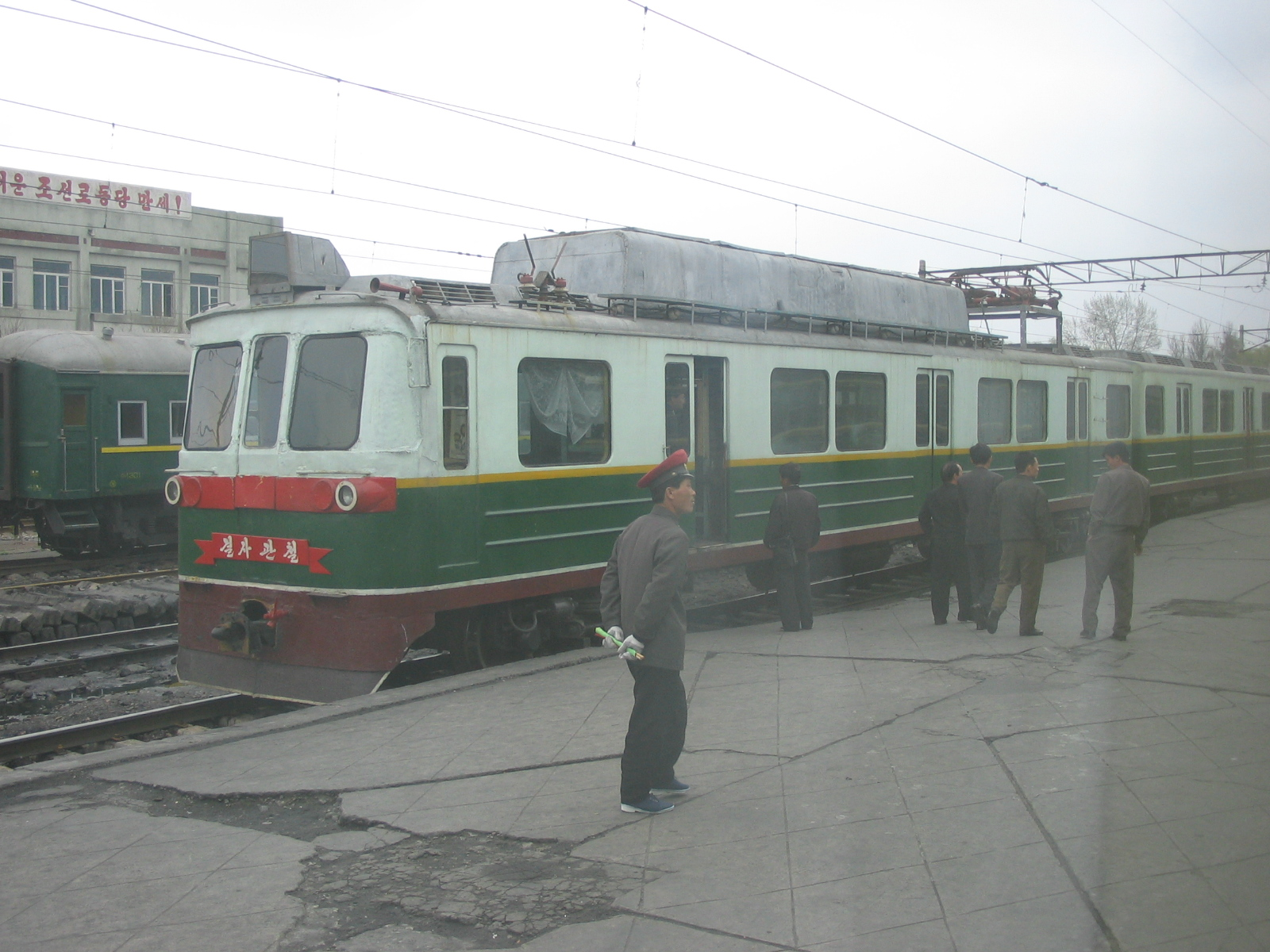
地上線転用後DK4型

- DK4型（平壌地下鉄型式名：DKJI型）

中華人民共和国の長春軌道客車で1973年から1978年にかけて112両製造された。1編成4両。抵抗制御・非冷房。D型・GI型の導入により1998年に運用終了した。
- GI型（Gisela）

1996年から1997年にかけて2両編成60本（120両）を導入。2001年に運用終了した。
旧東ベルリン交通局（BVB）→ベルリン市交通局（BVG）と引き継がれた車両。全車とも旧東ドイツの人民公社の製造。
1975年にまず試作車が、1978年から1982年に量産前期型（GIと呼称する）が、その後88年から89年にかけて量産後期型（GI/1）が製造されている。
平壌に譲渡された車両はすべて量産前期型の車両である。一応製造年次で区別はされているものの、量産車の前期/後期においては細かい点を除いて特に機器・構造などに相違点などはない。
後期型の車両は現在もベルリン地下鉄1・2号線で、2005年より順次リニューアル工事を施行され、営業運転に使用されている。
現在、DK4型とGI型の一部編成は集電装置や制御機器の改造により、平壌近郊の地上線に投入されており、一部編成が平義線での運用に就いている。

## 運転
車掌は前部運転台に運転士と一緒に乗る。右側通行。日中は5分間隔、朝夕のラッシュ時は3分間隔である。設備上は最短2分間隔での運転も可能である。
旅客系統は千里馬線・万景台線・革新線の3路線だが万景台線は千里馬線と直通運転をしているため、実質2路線である。
最後尾車両でも前照灯を点灯する。

## 駅
駅のつくりは旧東側諸国の地下鉄と概ね共通する。地上に1階建-3階建の駅舎があり、入ってすぐに改札口がある。改札口にはターンスタイル自動改札機が設置されている。定期券は磁気化されているが、改札機についているカードリーダーにスライドさせる。また、現在では専用のICカード乗車券が導入されているが、2017年1月時点では紙の乗車券も引き続き発売されていた。外国人観光客は、ガイドが駅員に話しかけて、改札口を経ずに改札横の出入口から入ることがある。
プラットホームのある大深度地下までは、乗り換えなしに1本のエスカレーターで繋ぐ。地上からプラットホームまでエスカレーターで約4分ほど要する。構造上、エスカレーターの下が少し透けて見える。上下のエスカレーターのベルト間に1箇所、小さなスピーカーがついていて、アナウンスや愛国歌が流れている。エスカレーターは中国上海製だが、現在それらが記載された部分は全て削り取られ、表向きは自国製をうたっている。
プラットホームの深さは平均90m、最も深いところでは深さ150mとされ、世界で最も深い地中を走る地下鉄である。川の砂利層の下まで掘削しないといけない、または市内の建物の基礎が深いため大深度に作らなければならなかったというのが理由だが、実際には核シェルターを兼ねて作られているといわれている。プラットホームは天井にシャンデリア風の照明、壁面に巨大な壁画があり、ライトアップされている。凱旋駅や復興駅などいくつかの駅では、プラットホームに『労働新聞』を掲示するスタンドがある。凱旋駅の構内には、書籍や玩具などの売店があるが、外国人観光客の購入は許可されていない。
駅名は多くが革命・政治用語から取られているが、付近の地名や通りの名称から取られている駅も少なくない。ただし、そうした地名も革命・政治用語に由来して命名されている。

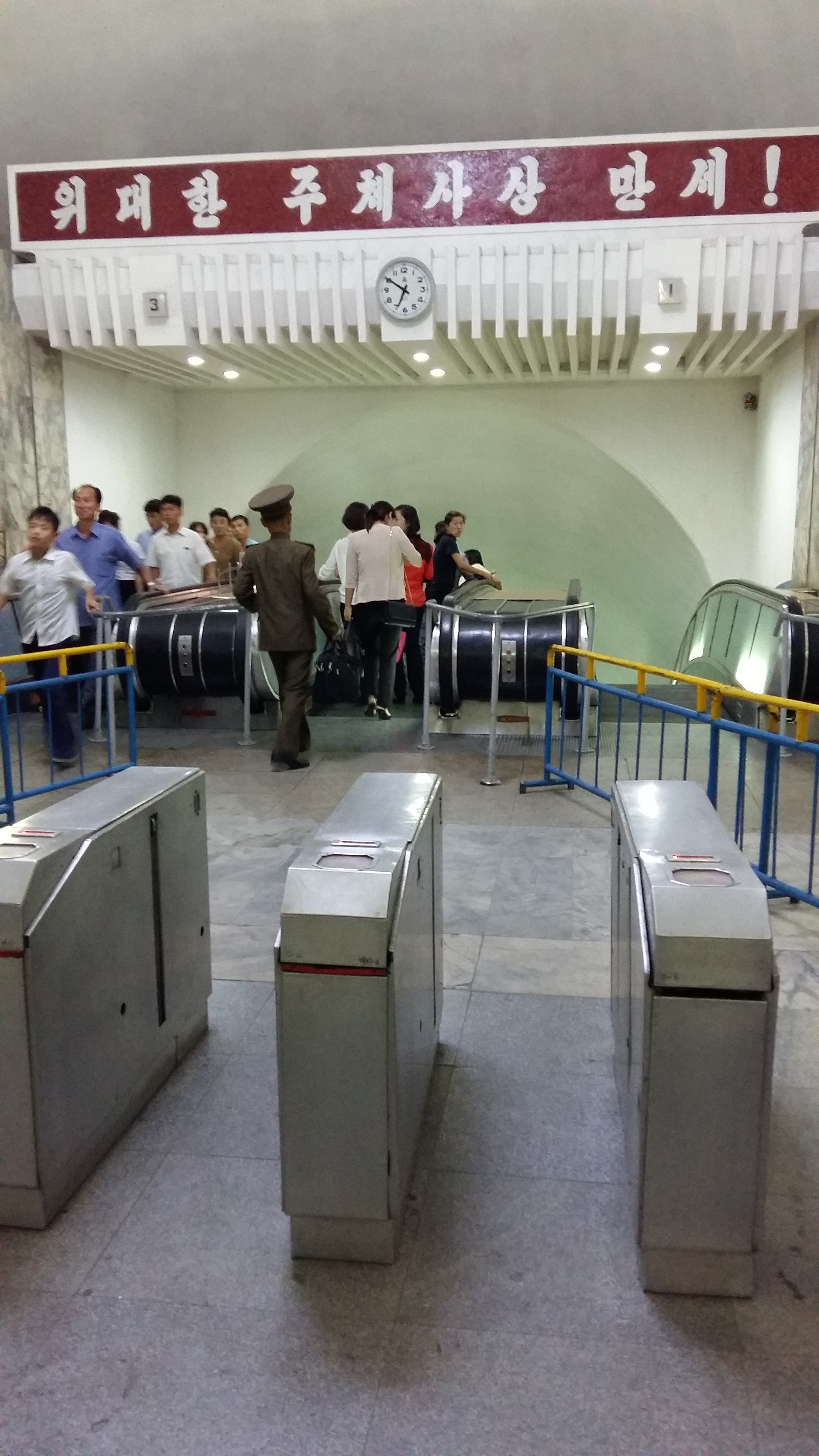
凱旋駅の改札口（2015年）
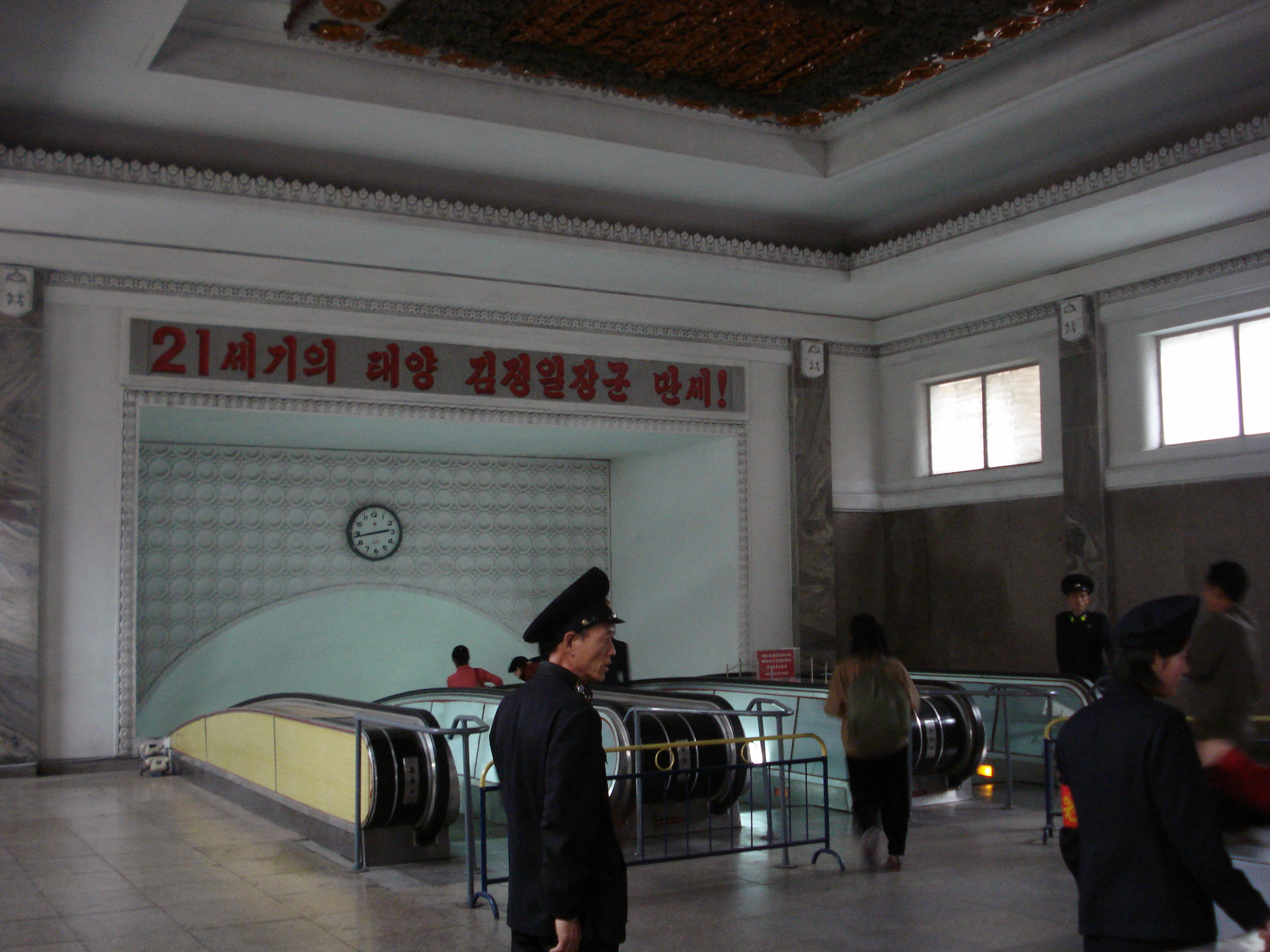
復興駅の駅舎の屋内（2009年）エスカレーターの昇降口がある。
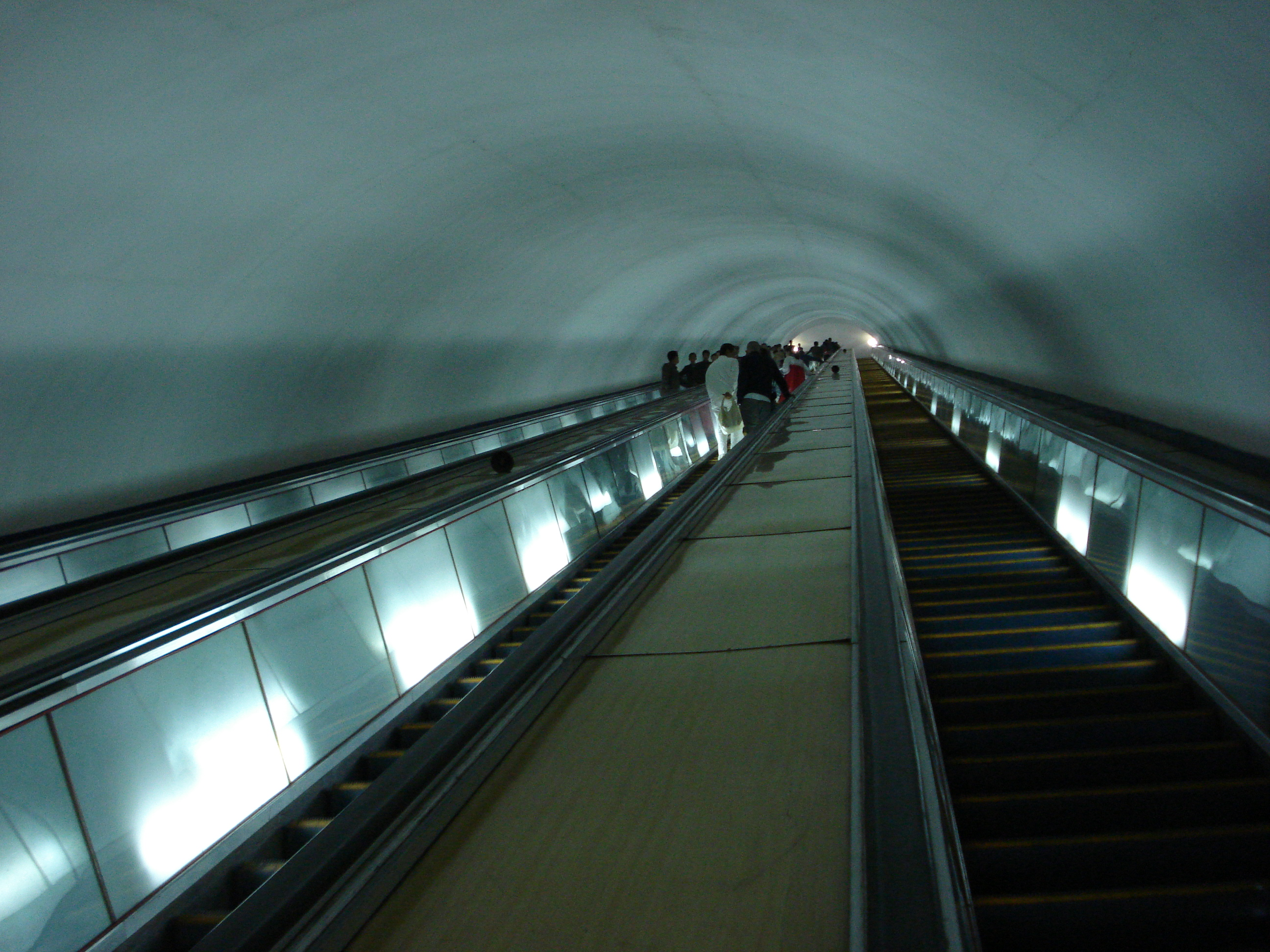
地上とホームを結ぶエスカレーター（2009年）
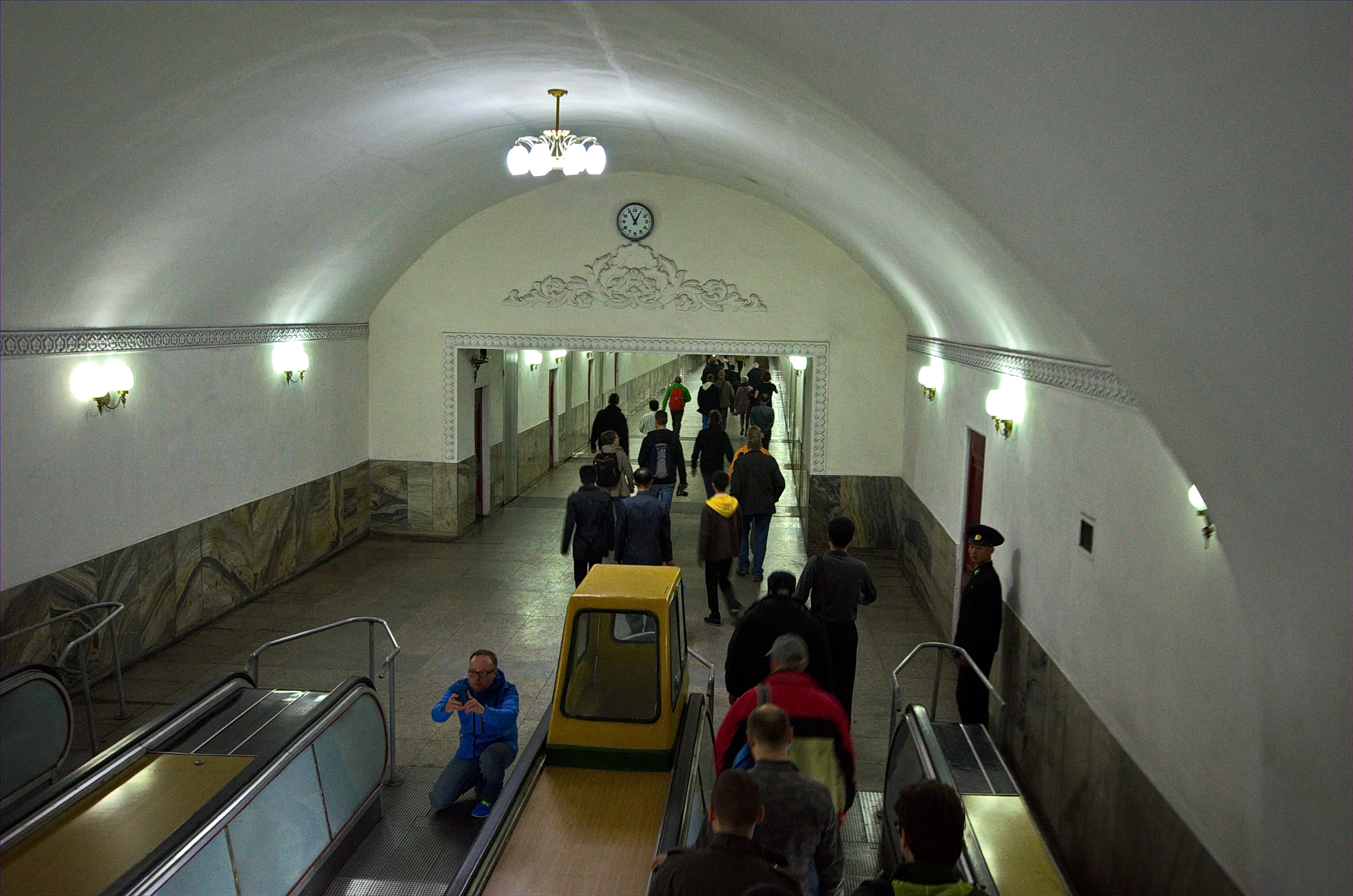
凱旋駅のエスカレーター（2015年）
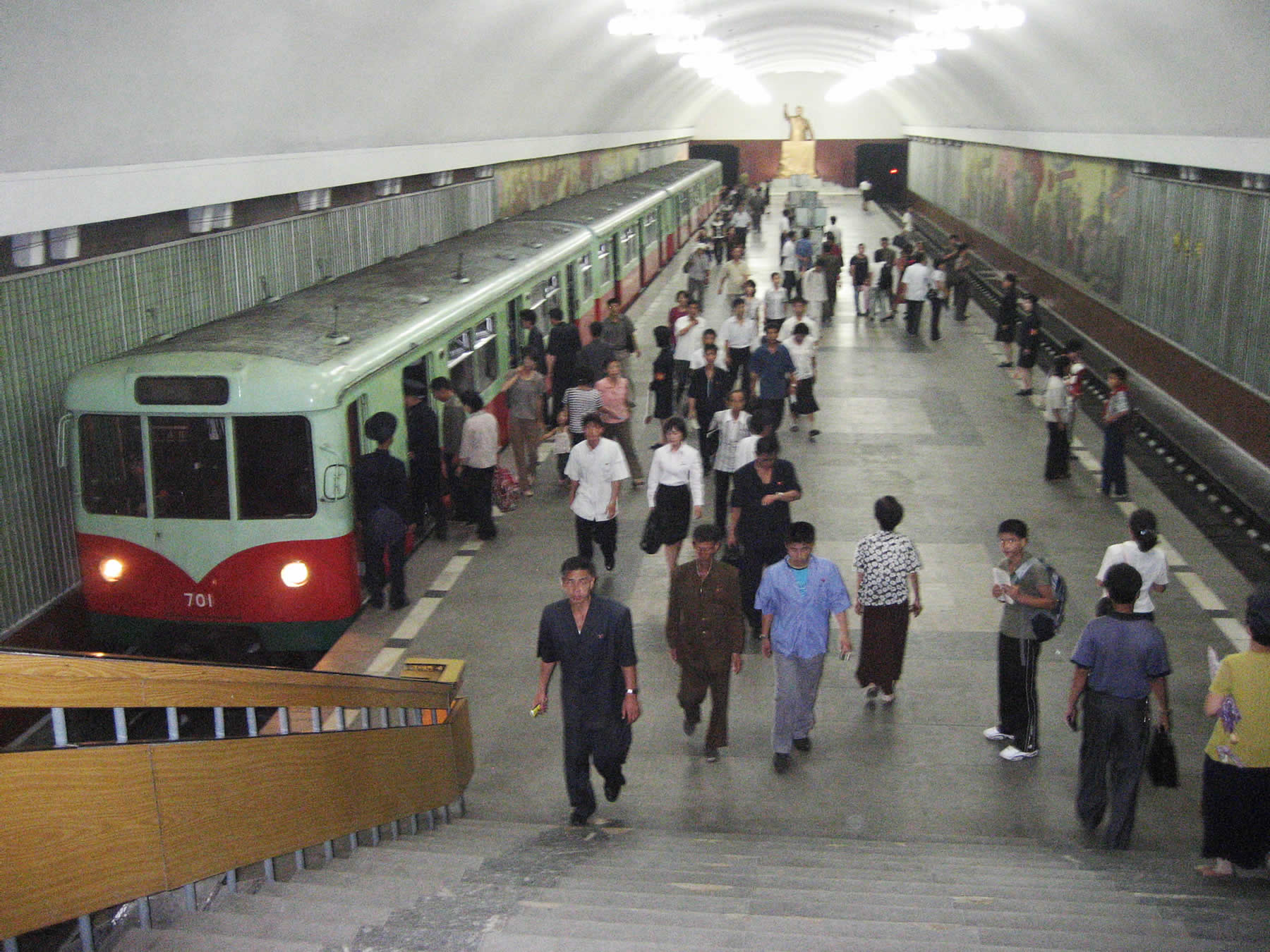
栄光駅のホーム（2008年）
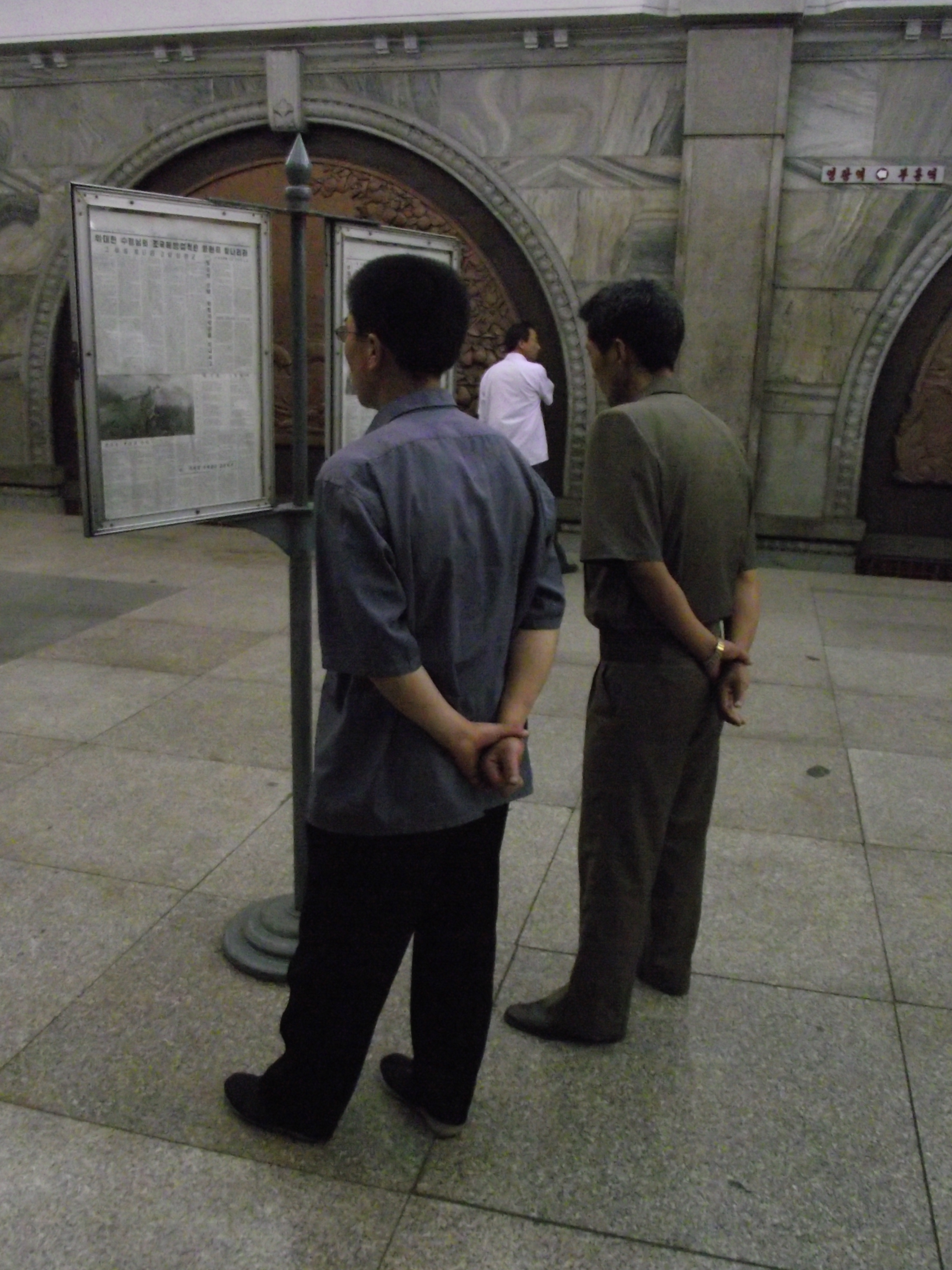
復興駅の『労働新聞』を掲示したスタンド（2011年）
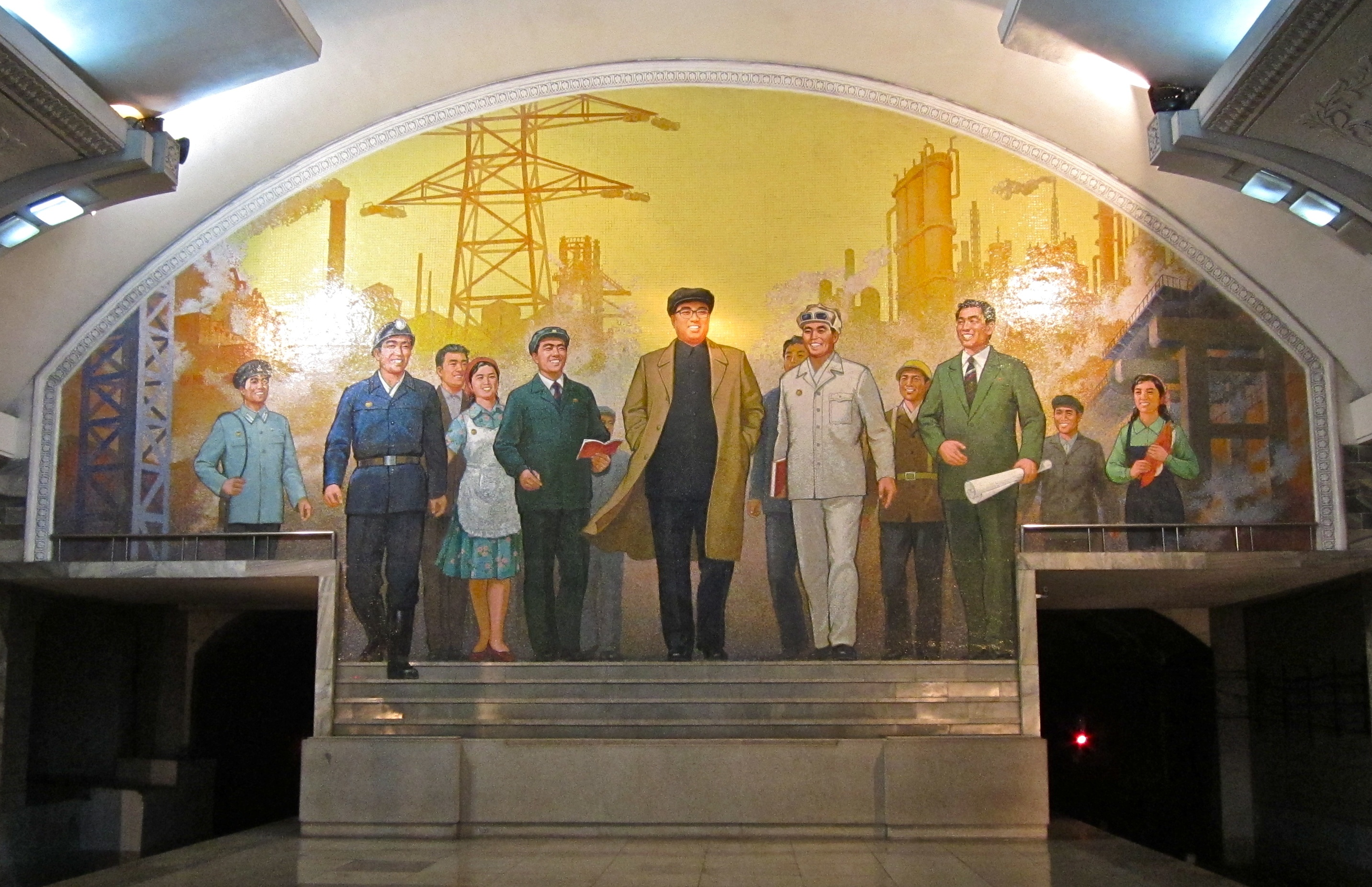
復興駅のプラットホームにある金日成のモザイク画（2010年）
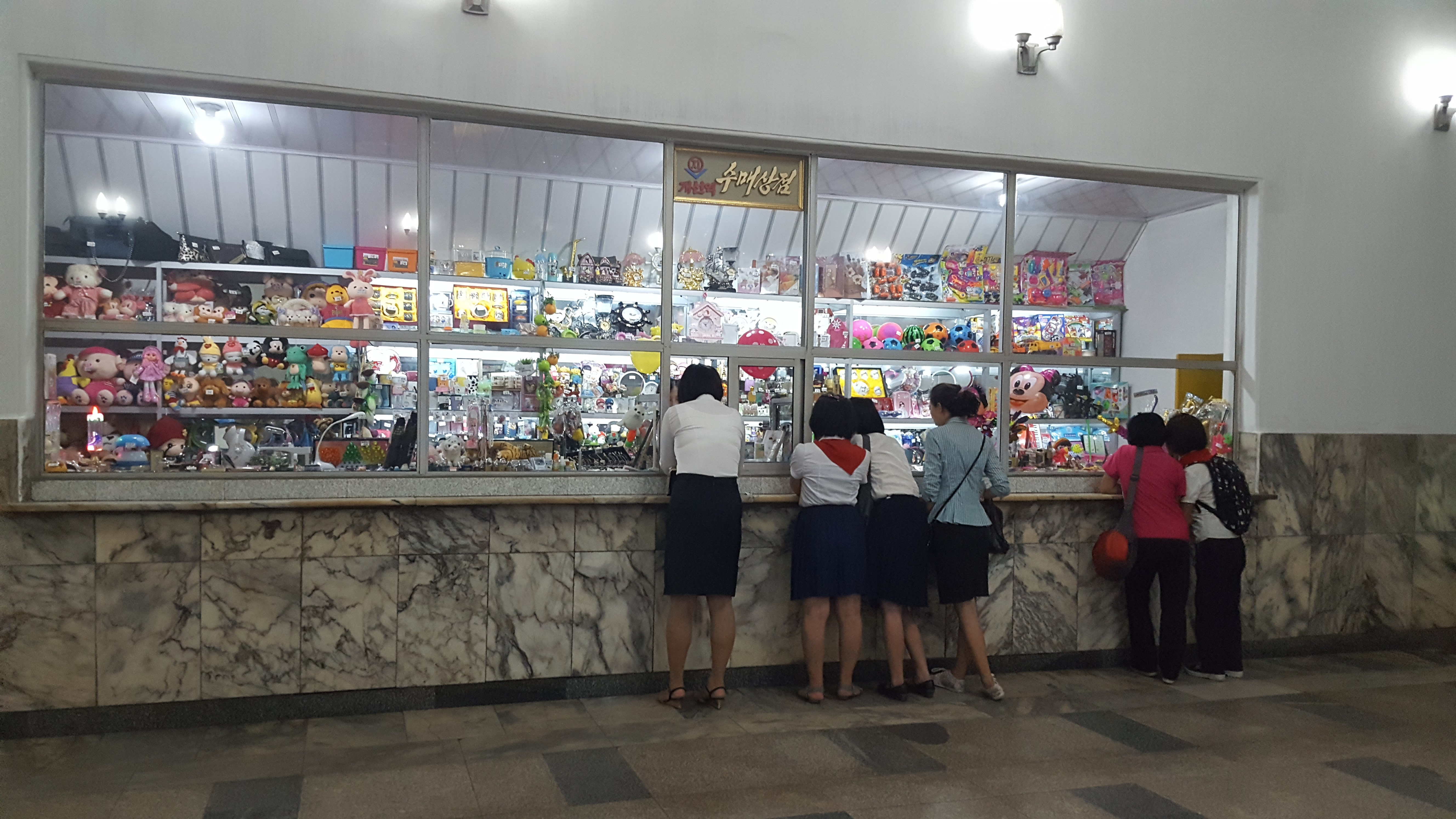
凱旋駅の玩具店（2017年）ミッキーマウスやくまのプーさんのぬいぐるみも見える
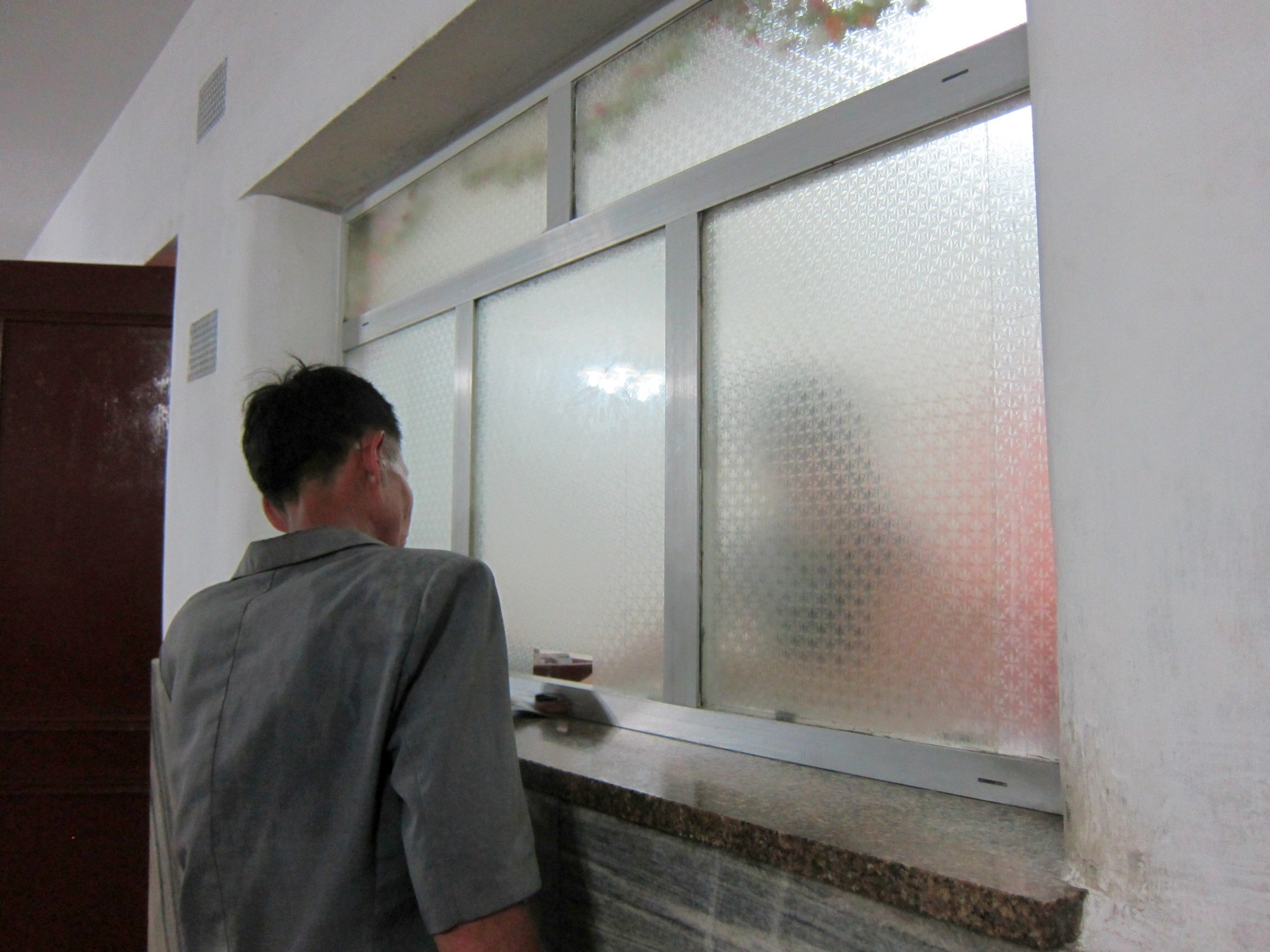
対面式の切符売場（2012年）
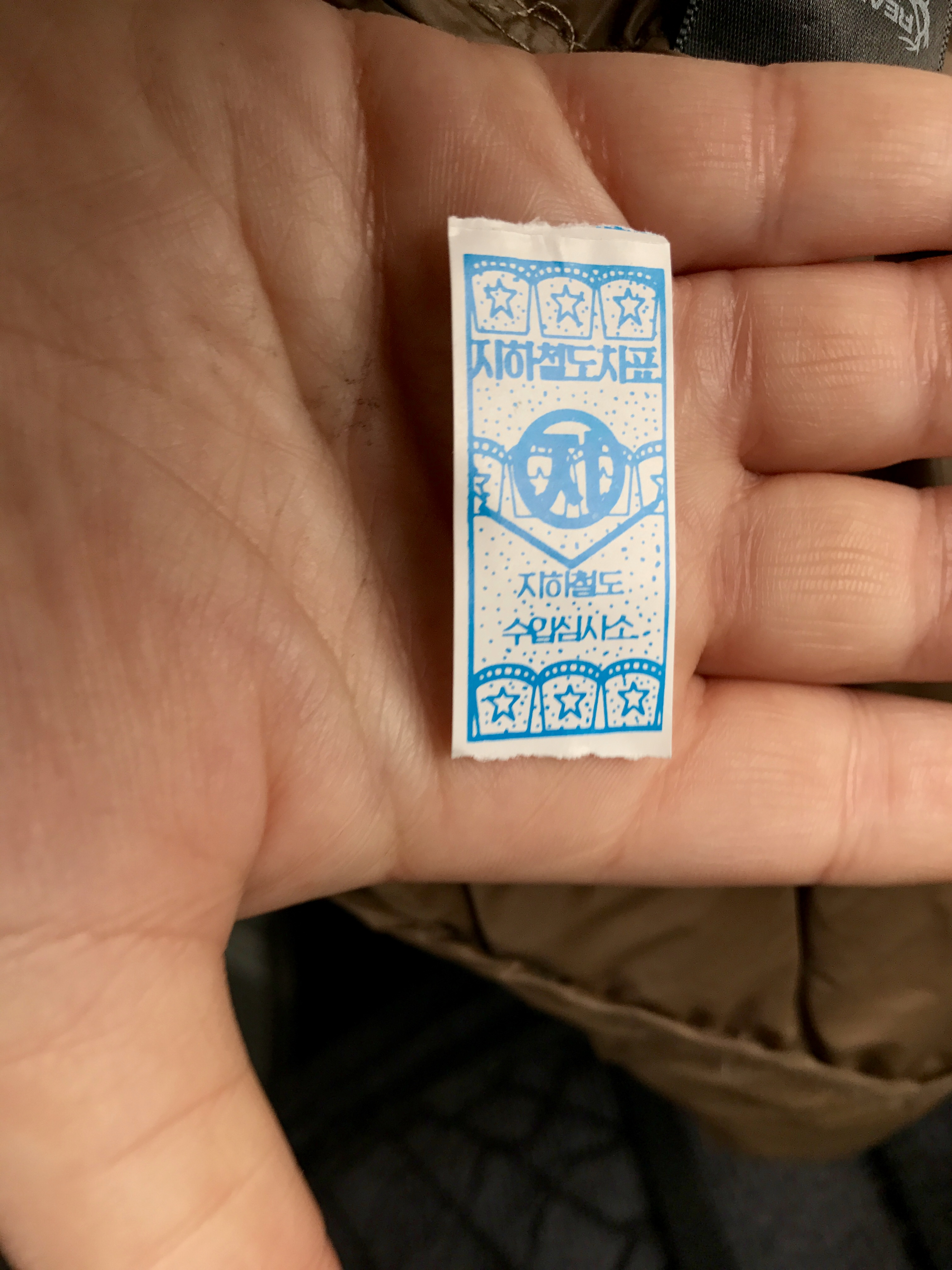
紙の切符（2017年1月）

## 駅リニューアル
2018年より駅のリニューアル工事が始まっている。2019年に凱旋駅と統一駅がリニューアルされたほか、2020年6月13日付『労働新聞』は戦勝駅と戦友駅がリニューアルされたと報じた。プラットホームの照明が交換され明るくなったほか、ホームやエスカレーターにプラズマテレビが設置され、ベンチや電光掲示板が追加されている。戦勝駅の壁画は、祖国解放戦争を戦った英雄の壁画に代わり、戦友駅はエスカレーターにも壁画が追加された。

## 地下鉄革命事績館
平壌市牡丹峰区域戦友洞（戦友駅、戦勝駅近く）には「地下鉄革命事績館」があり、地下鉄建設の詳細な記録が展示されている。DK4型の模型（実物の約半分のサイズ）や、金日成が現地視察時に使用した軌陸車などが展示されているほか、地下鉄の工事現場を再現したコーナーなどがある。国産第1号となった地下鉄車両も保存されているという。